# Association sportive jeunesse Soyaux-Charente 2020-2021
Questa voce raccoglie le informazioni riguardanti la squadra femminile dell'Association sportive jeunesse Soyaux-Charente nelle competizioni ufficiali della stagione 2020-2021.

## Divise e sponsor
La grafica delle divise casalinghe ripropone i colori sociali del club, il blu e il bianco. Il main sponsor era Item Telecom, lo sponsor tecnico, fornitore delle tenute da gioco, Macron.
| Casa | Trasferta |

## Organigramma societario
Area tecnica
- Allenatore: Laurent Mortel
- Vice allenatore: Florent Mira
- Preparatore dei portieri: Amandine Guérin
- Preparatori atletici: Tom Bouvier, Quentin Doublet (aggiunto), Mathieu Dupré
- Medico sociale: Cédric Poirier

## Rosa
Rosa, ruoli e numeri di maglia come da sito ufficiale integrata dal sito footofeminin.fr.
| N. |                        | Ruolo | Calciatrice             |
| -- | ---------------------- | ----- | ----------------------- |
| 1  | Francia (bandiera)     | P     | Mickaëla Bottega        |
| 2  | Francia (bandiera)     | D     | Anaïs Dumont (capitano) |
| 3  | Stati Uniti (bandiera) | C     | Rachel Avant            |
| 4  | Francia (bandiera)     | D     | Camille Collin          |
| 5  | Canada (bandiera)      | D     | Paige Culver            |
| 7  | Francia (bandiera)     | C     | Anna Clérac             |
| 8  | Francia (bandiera)     | A     | Kimberley Cazeau        |
| 9  | Svizzera (bandiera)    | D     | Nina Stapelfeldt        |
| 10 | Francia (bandiera)     | C     | Alice Benoît            |
| 11 | Francia (bandiera)     | D     | Viviane Boudaud         |
| 12 | Canada (bandiera)      | C     | Vanessa Gregoire        |
| 13 | Haiti (bandiera)       | D     | Chelsea Surpis          |
| 14 | Francia (bandiera)     | D     | Cathy Couturier         |
| 15 | Francia (bandiera)     | A     | Coralie Austry          |
| 16 | Francia (bandiera)     | P     | Cassandra Moinet        |

| N. |                    | Ruolo | Calciatrice           |
| -- | ------------------ | ----- | --------------------- |
| 17 | Francia (bandiera) | A     | Laura Bourgouin       |
| 18 | Francia (bandiera) | D     | Emeline Saint-Georges |
| 20 | Brasile (bandiera) | D     | Tamires               |
| 21 | Francia (bandiera) | D     | Anaïs M'Bassidje      |
| 22 | Francia (bandiera) | C     | Siga Tandia           |
| 23 | Francia (bandiera) | C     | Lucie Pingeon         |
| 24 | Francia (bandiera) | A     | Danielle Roux         |
| 25 | Francia (bandiera) | A     | Marie-Charlotte Léger |
| 26 | Francia (bandiera) | D     | Marine Perea          |
| 27 | Francia (bandiera) | A     | Sarah Magnier         |
| 28 | Camerun (bandiera) | A     | Henriette Akaba       |
| 29 | Francia (bandiera) | D     | Kelly Gadea           |
| 30 | Francia (bandiera) | P     | Romane Munich         |
| 33 | Canada (bandiera)  | A     | Latifah Abdu          |
| 34 | Francia (bandiera) | C     | Manon Moreira         |

## Calciomercato

### Sessione estiva
| Acquisti | Acquisti              | Acquisti        | Acquisti    |
| R.       | Nome                  | da              | Modalità    |
| -------- | --------------------- | --------------- | ----------- |
| D        | Emeline Saint-Georges | Lilla           | definitivo  |
| C        | Rachel Avant          | Saarbrücken     | definitivo  |
| C        | Alice Benoît          | Paris FC        | definitivo  |
| A        | Latifah Abdu          | Stade Reims     | definitivo  |
| A        | Jessy Danielle Roux   | Olympique Lione | in prestito |

| Cessioni | Cessioni       | Cessioni | Cessioni   |
| R.       | Nome           | a        | Modalità   |
| -------- | -------------- | -------- | ---------- |
| D        | Hawa Cissoko   | West Ham | definitivo |
| C        | Anissa Lahmari | Guingamp | definitivo |
| A        | Sarah Cambot   | Guingamp | definitivo |

### Sessione invernale
| Acquisti | Acquisti              | Acquisti    | Acquisti    |
| R.       | Nome                  | da          | Modalità    |
| -------- | --------------------- | ----------- | ----------- |
| D        | Marine Perea          | Bordeaux    | in prestito |
| D        | Tamires               | Corinthians | definitivo  |
| C        | Kelly Gadea           | Siviglia    | definitivo  |
| A        | Henriette Akaba       | FK Minsk    | definitivo  |
| A        | Marie-Charlotte Léger | Montpellier | in prestito |

| Cessioni | Cessioni | Cessioni | Cessioni |
| R.       | Nome     | a        | Modalità |
| -------- | -------- | -------- | -------- |
|          |          |          |          |

## Risultati

### Division 1

#### Girone di andata
| Arbitro: | Elbour |

|                        |           |            |
| Tandia 19’ Boudaud 26’ | Marcatori | 80’ Gordon |

| Arbitro: | Laur |

|                      |           |  |
| Matéo 33’ Vaysse 53’ | Marcatori |  |

| Arbitro: | Cruchon |

|                 |           |                                     |
| Stapelfeldt 87’ | Marcatori | 18’, 28’ Petermann 50’, 64’ Banusic |

| Arbitro: | Guillot |

|  |           |                    |
|  | Marcatori | 79’ Collin-Rougier |

| Arbitro: | Laur |

|                            |           |  |
| Cambot 14’ Robert 21’, 45’ | Marcatori |  |

| Arbitro: | Alexandra Collin |

|  |           |                                  |
|  | Marcatori | 55’ Bruun 60’ Geyoro 80’ Huitema |

| Arbitro: | Catania |

|  |           |           |
|  | Marcatori | 13’ Louis |

| Arbitro: | Fournier |

|                                                      |           |           |
| Marozsán 21’ Renard 27’ Parris 43’, 62’ Buchanan 79’ | Marcatori | 56’ Avant |

| Arbitro: | Rochebilière |

|            |           |               |
| Boudaud 1’ | Marcatori | 5’, 67’ Gomes |

| Arbitro: | Alexandra Collin |

|               |           |            |
| Shaw 57’, 84’ | Marcatori | 45’ Austry |

| Fleury-Mérogis 12 dicembre 2020, ore 14:30 CET 11ª giornata | Fleury   | 0 – 0 referto | Soyaux | Stadio Auguste Gentelet N°2. Campo Walter Felder (0 spett.)\| Arbitro: \| Fournier \| |
| Arbitro:                                                    | Fournier |               |        |                                                                                       |

#### Girone di ritorno
| Arbitro: | Vanderstichel |

|  |           |                          |
|  | Marcatori | 52’, 77’ Matéo 72’ Viens |

| Arbitro: | Elbour |

|                             |           |                                  |
| Gordon 45’, 68’ Khelifi 85’ | Marcatori | 61’ (rig.) Léger 66’ Stapelfeldt |

| Arbitro: | Laur |

|   |           |               |
| [ | Marcatori | 21’ Bourgouin |

| Arbitro: | Elbour |

|  |           |                                       |
|  | Marcatori | 27’ Gunnarsdóttir 88’ (rig.) Marozsán |

| Arbitro: | Catania |

|                                      |           |  |
| Gomes 13’, 53’ Bussy 64’ Herrera 67’ | Marcatori |  |

| Soyaux 27 marzo 2021, ore 14:30 CET 17ª giornata | Soyaux   | 0 – 0 referto | Guingamp | Stadio Léo Lagrange (0 spett.)\| Arbitro: \| Fournier \| |
| Arbitro:                                         | Fournier |               |          |                                                          |

| Arbitro: | Gabrielle Guillot |

|                                                                 |           |  |
| Katoto 10’, 60’, 74’ Dudek 41’ Formiga 45’ Geyoro 63’ Diani 67’ | Marcatori |  |

| Arbitro: | Beyer |

|  |           |                               |
|  | Marcatori | 25’ Karchouni 70’ (rig.) Shaw |

| Arbitro: | Catania |

|           |           |  |
| Akaba 90’ | Marcatori |  |

| Arbitro: | Elbour |

|                     |           |               |
| De Almeida 52’, 55’ | Marcatori | 63’ Bourgouin |

| Arbitro: | Guillot |

|                                       |           |  |
| Bourgouin 2’, 77’ Grégoire 80’ (rig.) | Marcatori |  |

### Coppa di Francia
| Arbitro: | Guillot |

|                                          |           |  |
| Munich 7’ (aut.) Cambot 10’ Peniguel 14’ | Marcatori |  |

## Statistiche

### Statistiche di squadra
| Competizione     | Punti | In casa | In casa | In casa | In casa | In casa | In casa | In trasferta | In trasferta | In trasferta | In trasferta | In trasferta | In trasferta | Totale | Totale | Totale | Totale | Totale | Totale | DR  |
| Competizione     | Punti | G       | V       | N       | P       | Gf      | Gs      | G            | V            | N            | P            | Gf           | Gs           | G      | V      | N      | P      | Gf     | Gs     | DR  |
| ---------------- | ----- | ------- | ------- | ------- | ------- | ------- | ------- | ------------ | ------------ | ------------ | ------------ | ------------ | ------------ | ------ | ------ | ------ | ------ | ------ | ------ | --- |
| Division 1       | 17    | 11      | 3       | 1       | 7       | 8       | 18      | 11           | 2            | 1            | 8            | 7            | 28           | 22     | 5      | 2      | 15     | 15     | 46     | -31 |
| Coppa di Francia | -     | -       | -       | -       | -       | -       | -       | 1            | 0            | 0            | 1            | 0            | 3            | 1      | 0      | 0      | 1      | 0      | 3      | -3  |
| Totale           | -     | 11      | 3       | 1       | 7       | 8       | 18      | 12           | 2            | 1            | 9            | 7            | 31           | 23     | 5      | 2      | 16     | 15     | 49     | -34 |

### Andamento in campionato
| Giornata  | 1 | 2 | 3 | 4 | 5 | 6 | 7  | 8  | 9  | 10 | 11 | 12 | 13 | 14 | 15 | 16 | 17 | 18 | 19 | 20 | 21 | 22 |
| --------- | - | - | - | - | - | - | -- | -- | -- | -- | -- | -- | -- | -- | -- | -- | -- | -- | -- | -- | -- | -- |
| Luogo     | C | T | C | T | T | C | C  | T  | C  | T  | T  | C  | T  | T  | C  | T  | C  | T  | C  | C  | T  | C  |
| Risultato | V | P | P | V | P | P | P  | P  | P  | P  | N  | P  | P  | V  | P  | P  | N  | P  | P  | V  | P  | V  |
| Posizione | 4 | 6 | 8 | 5 | 8 | 9 | 11 | 11 | 11 | 11 | 10 | 11 | 11 | 10 | 10 | 10 | 10 | 10 | 10 | 10 | 10 | 10 |

Legenda:

Luogo: C = Casa; T = Trasferta. Risultato: V = Vittoria; N = Pareggio; P = Sconfitta.

### Statistiche delle giocatrici
| Giocatore           | Division 1 | Division 1 | Division 1  | Division 1 | Coppa di Francia | Coppa di Francia | Coppa di Francia | Coppa di Francia | Totale   | Totale | Totale      | Totale     |
| Giocatore           | Presenze   | Reti       | Ammonizioni | Espulsioni | Presenze         | Reti             | Ammonizioni      | Espulsioni       | Presenze | Reti   | Ammonizioni | Espulsioni |
| ------------------- | ---------- | ---------- | ----------- | ---------- | ---------------- | ---------------- | ---------------- | ---------------- | -------- | ------ | ----------- | ---------- |
| L. Abdu             | 1          | 0          | 0           | 0          | -                | -                | -                | -                | 1        | 0      | 0           | 0          |
| H. Akaba            | 5          | 1          | 2           | 0          | -                | -                | -                | -                | 5        | 1      | 2           | 0          |
| C. Austry           | 4          | 1          | 1           | 0          | -                | -                | -                | -                | 4        | 1      | 1           | 0          |
| R. Avant            | 18         | 1          | 4           | 0          | -                | -                | -                | -                | 18       | 1      | 4           | 0          |
| A. Benoît           | 13         | 0          | 3           | 0          | 1                | 0                | 0                | 0                | 14       | 0      | 3           | 0          |
| M. Bottega          | 0          | 0          | 0           | 0          | 0                | 0                | 0                | 0                | 0        | 0      | 0           | 0          |
| V. Boudaud          | 18         | 2          | 2           | 0          | 1                | 0                | 0                | 0                | 19       | 2      | 2           | 0          |
| L. Bourgouin        | 19         | 4          | 7           | 0          | 1                | 0                | 0                | 0                | 20       | 4      | 7           | 0          |
| L. Camus            | 0          | 0          | 0           | 0          | -                | -                | -                | -                | 0        | 0      | 0           | 0          |
| A. Clérac           | 2          | 0          | 1           | 0          | -                | -                | -                | -                | 2        | 0      | 1           | 0          |
| C. Collin-Rougier   | 12         | 1          | 2           | 0          | 1                | 0                | 1                | 0                | 13       | 1      | 3           | 0          |
| K. Cazeau           | 22         | 0          | 2           | 0          | 1                | 0                | 0                | 0                | 23       | 0      | 2           | 0          |
| C. Cosme            | 3          | 0          | 0           | 0          | -                | -                | -                | -                | 3        | 0      | 0           | 0          |
| C. Couturier        | 21         | 0          | 4           | 0          | 1                | 0                | 1                | 0                | 22       | 0      | 5           | 0          |
| A. Donnary          | 8          | 0          | 1           | 0          | -                | -                | -                | -                | 8        | 0      | 1           | 0          |
| A. Dumont           | 20         | 0          | 3           | 0          | 1                | 0                | 0                | 0                | 21       | 0      | 3           | 0          |
| K. Gadéa            | 8          | 0          | 3           | 0          | -                | -                | -                | -                | 8        | 0      | 3           | 0          |
| V. Vanessa Grégoire | 7          | 1          | 0           | 0          | -                | -                | -                | -                | 7        | 1      | 0           | 0          |
| M-C. Léger          | 5          | 1          | 1           | 0          | 1                | 0                | 0                | 0                | 6        | 1      | 1           | 0          |
| A. M'Bassidjé       | 14         | 0          | 4           | 0          | 1                | 0                | 0                | 0                | 15       | 0      | 4           | 0          |
| C. Moinet           | -          | -          | -           | -          | -                | -                | -                | -                | -        | -      | -           | -          |
| R. Munich           | 22         | -46        | 1           | 0          | 1                | -3               | 0                | 0                | 23       | -49    | 1           | 0          |
| M. Perea            | 9          | 0          | 0           | 0          | 1                | 0                | 0                | 0                | 10       | 0      | 0           | 0          |
| É. Saint-Georges    | 5          | 0          | 0           | 0          | -                | -                | -                | -                | 5        | 0      | 0           | 0          |
| Tamires             | 5          | 0          | 0           | 0          | -                | -                | -                | -                | 5        | 0      | 0           | 0          |
| C. Surpris          | 4          | 0          | 0           | 0          | 1                | 0                | 0                | 0                | 5        | 0      | 0           | 0          |
| D. Roux             | 13         | 0          | 3           | 0          | -                | -                | -                | -                | 13       | 0      | 3           | 0          |
| S. Tandia           | 21         | 1          | 4           | 0          | 1                | 0                | 0                | 0                | 22       | 1      | 4           | 0          |
| N. Stapelfeldt      | 20         | 2          | 2           | 0          | 1                | 0                | 0                | 0                | 21       | 2      | 2           | 0          |